# Libnotes xenoptera
Libnotes xenoptera är en tvåvingeart som först beskrevs av Alexander 1936.  Libnotes xenoptera ingår i släktet Libnotes och familjen småharkrankar. Inga underarter finns listade i Catalogue of Life.